# Azərbaycan (periódico oficial)
Azərbaycan (en español: Azerbaiyán) es un periódico azerbaiyano diario y órgano oficial de la Asamblea Nacional de la República de Azerbaiyán que publica decretos oficiales, declaraciones. Esto incluye la promulgación de las nuevas leyes aprobadas.
El periódico fue fundado en 1918, durante la época de la República Democrática de Azerbaiyán. El periódico fue refundado en 1991, después de la restauración de la independencia de la República de Azerbaiyán.